# Olijfgroene honingzuiger
De olijfgroene honingzuiger  (Cyanomitra olivacea; synoniem: Nectarinia olivacea) is een soort honingzuiger die voorkomt in Afrika. Vaak worden soorten in dit geslacht beschreven als Nectarinia-soorten dus  Nectarinia olivacea.

## Leefwijze
Zoals andere honingzuigers voeden ze zich met nectar; maar deze honingzuiger jaagt veel op insecten en vooral ook op spinnen. Ze hebben een snelle, directe vlucht en zij kunnen net als een kolibrie in de lucht op één plek blijven fladderen.

## Verspreiding
De olijfgroene honingzuiger komt voor in een groot deel van Afrika ten zuiden van de Sahara. Hij geeft de voorkeur aan bosrijke gebieden en dicht struikgewas en is afwezig in drogere, meer open gebieden in Afrika zoals in Gambia, maar komt wel voor in de kustgebieden van bijvoorbeeld Senegal.

## (Onder)soorten
Soms wordt deze soort in twee soorten gesplitst. De westelijke ondersoort wordt dan Westelijke Olijfgroene honingzuiger (Cyanomitra obscura of Nectarinia obscura) genoemd en de oostelijke ondersoort wordt dan Oostelijke Olijfgroene honingzuiger (Cyanomitra olivacea of Nectarinia olivacea) genoemd.
De soort telt 13 ondersoorten:
- C. o. guineensis: van Senegal tot Togo.
- C. o. cephaelis: van Ghana tot de Centraal-Afrikaanse Republiek, Congo-Kinshasa en noordelijk Angola.
- C. o. obscura: Bioko en Principe.
- C. o. vincenti: zuidelijk Soedan, Oeganda, westelijk Kenia, oostelijk Congo-Kinshasa en westelijk Tanzania.
- C. o. ragazzii: zuidwestelijk Ethiopië.
- C. o. changamwensis: van zuidelijk Somalië tot noordoostelijk Tanzania.
- C. o. neglecta: van het zuidelijke deel van Centraal-Kenia tot noordelijk Tanzania.
- C. o. granti: Pemba en Zanzibar.
- C. o. lowei: noordelijk Zambia, zuidoostelijk Congo-Kinshasa en noordelijk Malawi.
- C. o. alfredi: zuidelijk Tanzania, oostelijk Zambia, Malawi en Mozambique.
- C. o. sclateri: oostelijk Zimbabwe en westelijk Mozambique.
- C. o. olivacina: zuidoostelijk Tanzania, Mozambique en noordoostelijk Zuid-Afrika.
- C. o. olivacea: oostelijk Zuid-Afrika.